# Kurt Razelli
Kurt Razelli (* 1986 oder 1987) ist ein Mashup-Künstler, Webvideoproduzent und Betreiber eines YouTube-Kanals.

## Leben
Als Kind lernte Razelli Schlagzeug und brachte sich später das Spielen auf dem Keyboard bei. Er absolvierte eine Ausbildung als Tontechniker an einem SAE Institute.
Razellis Wirkungsfeld ist stark auf Österreich und dessen Medienlandschaft zugeschnitten. Um 2010 veröffentlichte der Musiker erstmals Videos auf YouTube. Da ihm nach eigenen Aussagen die Texte und Vocals fehlten, nahm er sich Fernsehbeiträge mit markanten Sprechpassage, schnitt diese neu zusammen und mischte seine Musik dazu. Der lautstarke Ausruf „Schokozuckerl!“ (Österreichisch für Schokoladenbonbon) des damaligen BZÖ-Abgeordneten Gerald Grosz über die Aktion eines ÖVP-Abgeordneten schnitt Razelli 2012 zu einem zweieinhalbminütigen Video zusammen und unterlegte es mit seinen Beats. Mit diesem Beitrag wurde er einem breiten Publikum in Österreich bekannt.
Mit Matthias Strolz veröffentlichte er 2018 das Album Lost in Space und 2023 das Album Back to Earth. 2022 arbeitete er mit Austrofred zusammen.

## Erfolge der Kurt-Razelli-Songs
Razelli entscheidet je nach Sprechweise des Charakters, ob er einen Hip-Hop-Track oder einen der Disco-Song zum Videomaterial beisteuert. Nach eigenen Angaben verdient er seinen Lebensunterhalt mit dem Komponieren von Jingles und Musik für Werbespots. Die Kurt-Razelli-Songs seien bloßes Hobby. Im Gegensatz zu vielen anderen Youtubern erzielt er aus seiner Arbeit im Internet Gewinne lediglich über Merchandising sowie die daraus resultierenden gelegentlich Auftritte als DJ. Kommerzielle Anfragen – etwa für Werbekampagnen – lehnte er immer wieder ab.
Sein Kanal Mister Kurt Russel auf YouTube hat (Stand 04/2023) 35.400 Abonnenten und 11.288.720 Aufrufe. Das vermutlich meistgeklickte und populärste Video ist wohl der „General Stronach Song“, der aus einem Interview Frank Stronachs anlässlich der Gründung seiner Partei Team Stronach für Österreich resultierte.
Die große Popularität in Österreich bescherte Razelli ab 2014 auch Liveauftritte, die von ihm jedoch sehr bewusst ausgewählt werden. Beispielsweise trat er im Rahmen des Popfestivals Wien 2015 vor großem Publikum auf und mixte seine Songs live ab.

## Rezeption
Razelli wird auch vom Feuilleton beachtet. Unter anderem für ihn wurde der Begriff des Austrotrash geprägt. Razellis Vorgehen, Clips und Aussagen diverser Darsteller, Politiker oder anderen Figuren aus der heimischen Szene zu samplen und aneinander zu reihen, so dass sie tanzbar sind, findet viel Beachtung. Auch der Humor, der in den Arbeiten steckt wird immer wieder positiv bewertet. Ausgangsmaterial findet er sehr häufig in der ORF-Serie Alltagsgeschichten und Das Geschäft mit der Liebe oder Wir leben im Gemeindebau auf ATV.

„Gecuttet und remixt werden die voyeuristischen Originalclips dann zu einem Stück postmoderner Kultur veredelt.“

„Alltagsgeschichten und ihre Protagonisten sind es auch, die Razelli besonders häufig aufgreift. Doch während Elizabeth T. Spira die Menschen einfach zum Reden animiert, auch den einen oder anderen Moment der Stille zulässt, komprimiert Razelli ein, zwei Aussagen. Wiederholt sie immer und immer wieder. Und bringt so die Persönlichkeit hinter der Aussage teils sehr drastisch auf den Punkt.“

„Irgendwer muss sich den ganzen Scheiß im Fernsehen ja anschauen. Kurt Razelli erledigt für uns nun schon seit drei Jahren diese dreckige Arbeit und destilliert sie in tanzbare Tracks.“

2015 veröffentlichte Razelli unter eigenem Label eine CD mit dem Titel Der HA HA Effekt. Da jedoch der optische Eindruck der Videos fehlte, blieben die Absatzzahlen relativ gering.

## Person
Razelli tritt nur unter seinem Pseudonym auf und verschleiert seine wahre Existenz, über die nichts in der Öffentlichkeit bekannt ist. Sein Vorname sei Kurt, aber der Nachname frei erfunden. Auch über seine Nationalität schweigt er sich aus. Außerdem tritt er nie offen in Erscheinung, aktuell trägt er bei Terminen eine Maske von Arnold Schwarzenegger. Dies alles gehört zum Gesamtkonzept, denn Kurt Razelli soll nach seinen eigenen Worten eine Kunstfigur sein und dies auch bleiben.